# فرودگاه اورای
فرودگاه اورای فرودگاهی عمومی واقع در شهر اوورای کشور روسیه است.

## شرکت‌های هواپیمایی و مقصدهای پروازی
| شرکت‌های هواپیمایی | مقصدهای پروازی          |
| ----------------- | ----------------------- |
| Orenburzhye       | خانتی-مانسییسک، کولتسوو |
| UTair Express     | خانتی-مانسییسک، رسچینو  |